# Osvaldo Golijov
Osvaldo Noé Golijov (La Plata, Argentina, 5 de desembre, 1960), és un compositor argentí de música clàssica i professor de música, conegut pel seu treball vocal i orquestral.

## Biografia
Osvaldo Golijov va néixer i es va criar a La Plata, Argentina, en el si d'una família jueva que va emigrar a l'Argentina des de Romania i Ucraïna. La seva mare era professora de piano, i el seu pare era metge. Va estudiar piano a La Plata i va estudiar composició amb Gerardo Gandini.
El 1983, Golijov va emigrar a Israel, on va estudiar amb Mark Kopytman a la "Rubin Academy of Music" de Jerusalem. Tres anys més tard, va estudiar amb George Crumb a la Universitat de Pennsilvània, on va obtenir el títol de Doctor en Filosofia. El 1991, Golijov es va incorporar a la facultat del "College of the Holy Cross" de Worcester, Massachusetts, on va ser nomenat Loyola Professor of Music el 2007. Durant la temporada de concerts 2012–13, va ocupar la càtedra de compositors Richard i Barbara Debs al Carnegie Hall.
A partir de 2016, Golijov viu a Brookline, Massachusetts.
Golijov està casat amb l'autora Leah Hager Cohen. Anteriorment estava casat amb l'arquitecte i dissenyador Neri Oxman, i té tres fills amb la seva primera dona, Silvia, que és professora d'Educació Especial.

## Carrera musical
Golijov va créixer escoltant música de cambra, música litúrgica i klezmer jueva, i el nuevo tango d'Ástor Piazzolla. Els seus somnis i oracions dIsaac el Cec es van inspirar en els escrits i ensenyaments del rabí Yitzhak Saggi Nehor.
L'any 1996, la seva obra Oceana es va estrenar a l'Oregon Bach Festival. Va compondre La Pasión según San Marcos per al projecte Passion 2000 en commemoració del 250è aniversari de la mort de Bach. El 2010, va compondre Sidereus per a un consorci de 35 orquestres americanes, per commemorar Galileu.
Golijov va tenir una llarga relació de treball amb la soprano Dawn Upshaw, a qui va anomenar la seva musa. Va estrenar algunes de les seves obres, sovint escrites expressament per a ella. Aquestes incloïen Three Songs for Soprano and Orchestra i la seva popular òpera, Ainadamar, que es va estrenar a Tanglewood el 2003.
A partir de l'any 2000, Golijov va compondre bandes sonores de pel·lícules per a documentals i altres pel·lícules, com ara The Man Who Cried, Youth Without Youth, Tetro i Twixt. També va compondre i arranjar música de cambra, inclòs per al Kronos Quartet (Nuevo) i el St. Lawrence String Quartet.
El cicle de cançons de Golijov "Falling Out of Time" es va inspirar en una novel·la de l'autor israelià David Grossman.
Golijov va compondre la banda sonora de "Megalopolis" de Francis Ford Coppola que posteriorment va desenvolupar en una obra simfònica estrenada per l'Orquestra Simfònica de Chicago el 8 de novembre de 2024. Coppola va estar present a l'estrena mundial d'aquesta obra.

## Polèmiques
Golijov va ser objecte d'escrutini el 2011 per una sèrie de comissions que es van retardar o cancel·lar. Un concert per a violí escrit per a la Filharmònica de Los Angeles no es va completar a temps, Golijov va incórrer en una segona data límit l'any següent a Berlín, i una tercera composició no es va estrenar fins al gener de 2013 a Disney Hall.
Això va seguir una cancel·lació similar el 2010, quan un cicle de cançons programat va haver de ser eliminat del programa quan no es va completar a temps. L'estrena de març de 2011 d'un nou quartet de corda per al Quartet de Sant Llorenç també es va ajornar, tot i que l'obra, Qohelet, es va completar més tard aquell any i va ser estrenada pel quartet l'octubre de 2011.
Al voltant de l'any 2006, la Metropolitan Opera va encarregar a Golijov la composició d'una òpera, que es representaria a la temporada 2018-19. El 2016, el Met va cancel·lar l'encàrrec a causa de la manca de progrés del compositor.
Tom Manoff, compositor i crític, i Brian McWhorter, trompetista, van al·legar que el Sidereus de Golijov va ser copiat en gran part de la composició Barbeich de Michael Ward-Bergeman. Alex Ross de The New Yorker va revisar ambdues partitures i va escriure: 
| « | "Per dir-ho sense embuts, 'Sidereus' és 'Barbeich' amb material addicional adjunt".Ross va afegir que Ward-Bergeman sabia i no es va oposar als préstecs de Golijov, després d'haver escrit: "Osvaldo i jo vam arribar a un acord sobre l'ús de "Barbeich" per a "Sidereus". Els termes es van entendre clarament, i tots dos vam estar d'acord amb Osvaldo i jo hem estat amics i col·laboradors durant anys. No tinc res més a dir sobre l'assumpte." | » |

Un consorci de 35 orquestres havia pagat a Golijov 75.000 dòlars, complementats amb una subvenció de 50.000 dòlars de la Lliga d'orquestres per a l'escriptura. El treball que va produir Golijov va durar només 9 minuts. Golijov havia utilitzat el mateix material musical en la seva composició de 2009 Radio.
Golijov va respondre a aquestes preguntes explicant que va compondre el material musical original conjuntament amb Ward-Bergeman per a una banda sonora de pel·lícula que al final no incloïa el material, i que el va utilitzar d'acord amb Ward-Bergeman, que no va fer cap comentari públicament sobre l'assumpte. Golijov va citar a Monteverdi, Schubert i Mahler com a altres compositors que van utilitzar material musical existent per crear música nova.

## Composicions notables
Algunes de les obres notables de Golijov inclouen les següents:
- Yiddishbbuk (1992), per a quartet de corda.[24]
- The Dreams and Prayers of Isaac the Blind (1994), per a clarinet klezmer i quartet de corda (i més tard per a clarinet i orquestra de corda)
- Oceana (1996), cantata per a solista, cor de nois, cor, guitarres elèctriques i orquestra reduïda (cordes, flautes i percussió).[8][25]
- La Pasión según San Marcos (Passió de Sant Marc) (2000)[26][27]
- Tres cançons per a soprano i orquestra (2001). Lúa Descolorida d'aquest conjunt va ser posteriorment reutilitzada com l'Ària Peter's Tears' a La Pasión según San Marcos.[28]
- Tenebrae (2002), per a soprano, clarinet i quartet de corda.
- Ainadamar (2003): òpera primera de Golijov, llibret de David Henry Hwang.[29]
- Ayre (2004): cicle de cançons per a soprano i conjunt, estrenat per Upshaw i The Andalucian Dogs.[30]
- Azul (2006), per a violoncel i orquestra, estrenada per Yo-Yo Ma a Tanglewood.[31][32]
- She Was Here (2008), una orquestració de quatre cançons de Schubert, estrenada per la Saint Paul Chamber Orchestra.[33]
- Sidereus (2010), per a orquestra, encarregat per un consorci de 36 orquestres.[20]

"Megalopolis" estrenada per l'Orquestra Simfònica de Chicago el 8 de novembre de 2024.

## Premis i reconeixements
Premis
- Beca Guggenheim (1995)
- Beca MacArthur (2003)
- Musical America Compositor de l'any (2006)
- Premi Grammys x2 (2007): Ainadamar, Millor gravació d'òpera i a la millor composició clàssica contemporània
- The Vilcek Foundation en Música (2008)[34]

Cites
- Merkin Concert Hall (Nova York), compositor resident (1998)
- Los Angeles Philharmonic, Music Alive Series, compositor resident (2001)
- Ravinia Festival, compositor resident (2002)
- Spoleto Festival USA, compositor resident (2002, 2011)
- Ojai Music Festival, compositor resident (2006)
- Mostly Mozart Festival, compositor resident (2007)
- Chicago Symphony Orchestra, compositor resident (2007–2010)
- Holland Festival, compositor resident (2008)
- Carnegie Hall, Debs Composer Chair (2012–13)

## Discografia seleccionada
Bandes sonores de pel·lícules
- Banda sonora de The Man Who Cried (Sony Classical/SME SK 61870)[35]
- Banda sonora de Youth Without Youth] (Deutsche Grammophon/Universal Classics, 2007)
- Banda sonora de Tetro (Deutsche Grammophon/Universal Classics, 2009)
- Banda sonora de Twixt
- Banda sonora de Megalopolis

Veu, música de cambra i orquestral
- Yiddishbbuk (EMI Classics 7243 5 57356 2 1) – nominat al Grammy 2003 a la millor interpretació de música de cambra
- Oceana (Deutsche Grammophon/Universal Classics, 2007)
- Ayre (Deutsche Grammophon/Universal Classics 477 5414)—nominada al Grammy 2006 a la millor composició clàssica contemporània
- Ainadamar (Dawn Upshaw, Robert Spano, Atlanta Symphony Orchestra) (Deutsche Grammophon/Universal Classics)—va guanyar dos premis Grammy 2007 per enregistrament i composició
- La Pasión según San Marcos La Passió segons Sant Marc (en directe i estudi) (Deutsche Grammophon/Universal Classics 479 0346)
- Els somnis i oracions d'Isaac el Cec interpretat pel Kronos Quartet (Nonesuch/Elektra 79444)
- Voices of Light, Lúa Descolorida cantada per la soprano Dawn Upshaw (Nonesuch/Elektra 79812)
- Night Prayers, K'vakarat en l'enregistrament del Kronos Quartet (Nonesuch/Elektra 79346)
- Arranjaments Caravan per al Kronos Quartet (Nonesuch/Elektra 79490)